# Killarney
För andra betydelser, se Killarney (olika betydelser).

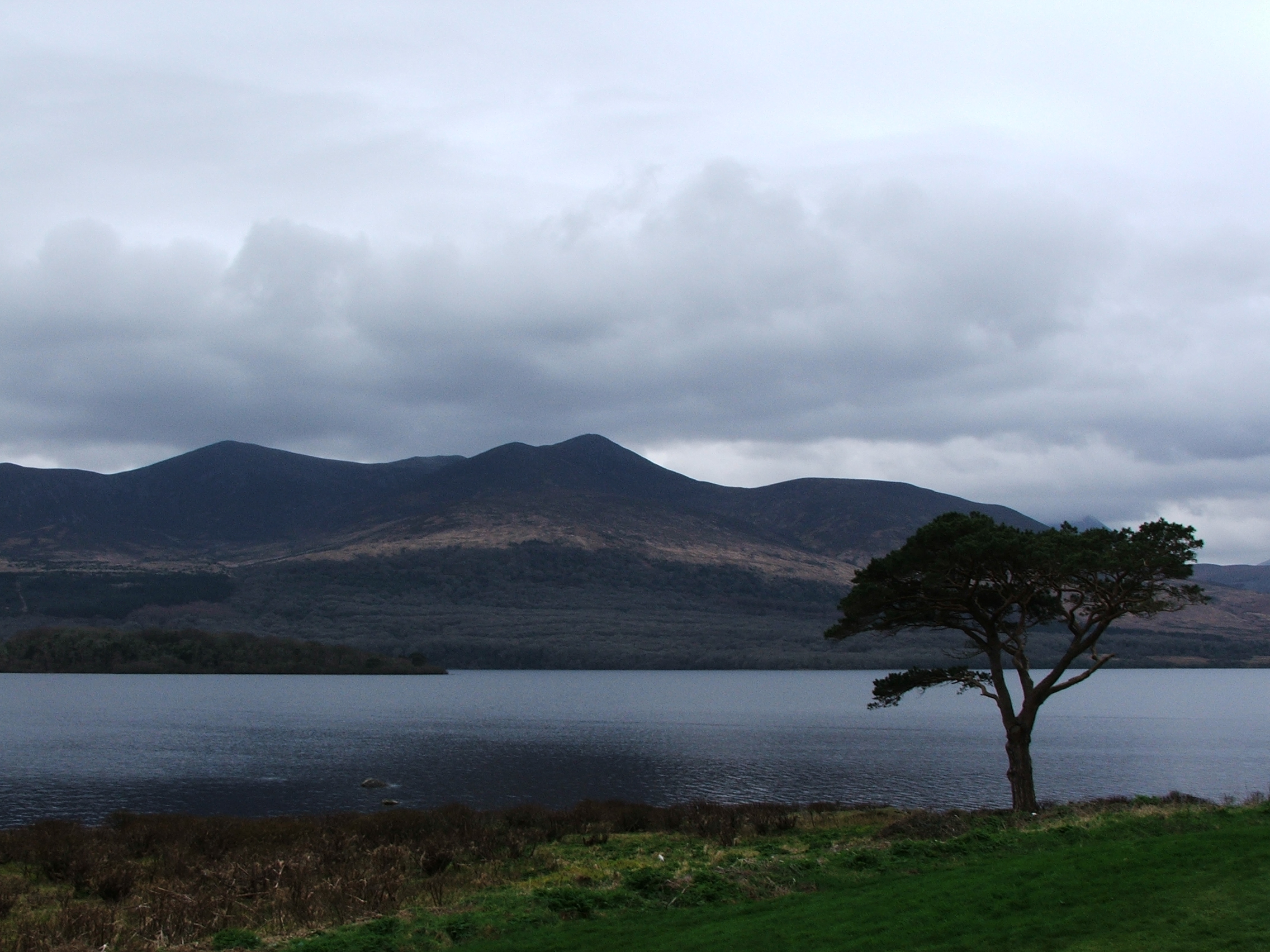
Killarneysjöarna.

Killarney (iriska: Cill Airne) är en stad i grevskapet Kerry i södra Irland. Staden ligger i en djup dal vid Macgillycuddybergen bredvid Killarneysjöarna, en del av Killarney nationalpark. Staden är känd för sin historia och framför allt för den stora katedralen som finns där. På grund av sitt äventyrliga historiska förflutna är staden mycket populär att besöka för turister och det är även turismen som är den största näringsgrenen i staden. 
Staden hade år 2002 totalt 12 087 invånare.